# Cnemidophorus opatae
Cnemidophorus opatae är en ödleart som beskrevs av  Wright 1967. Cnemidophorus opatae ingår i släktet Cnemidophorus och familjen tejuödlor. IUCN kategoriserar arten globalt som otillräckligt studerad. Inga underarter finns listade i Catalogue of Life.